# Ечаррі-Аранац
Ечаррі-Аранац, Ечаррі-Аранас (баск. Etxarri-Aranatz (офіційна назва), ісп. Echarri-Aranaz) — муніципалітет в Іспанії, у складі автономної спільноти Наварра. Населення — 2460 осіб (2009).
Муніципалітет розташований на відстані близько 310 км на північний схід від Мадрида, 36 км на захід від Памплони.
На території муніципалітету розташовані такі населені пункти: (дані про населення за 2009 рік)
- Ечаррі-Аранац: 2423 особи
- Лісаррагабенгоа: 37 осіб

## Демографія
Динаміка населення (INE ):

## Галерея зображень

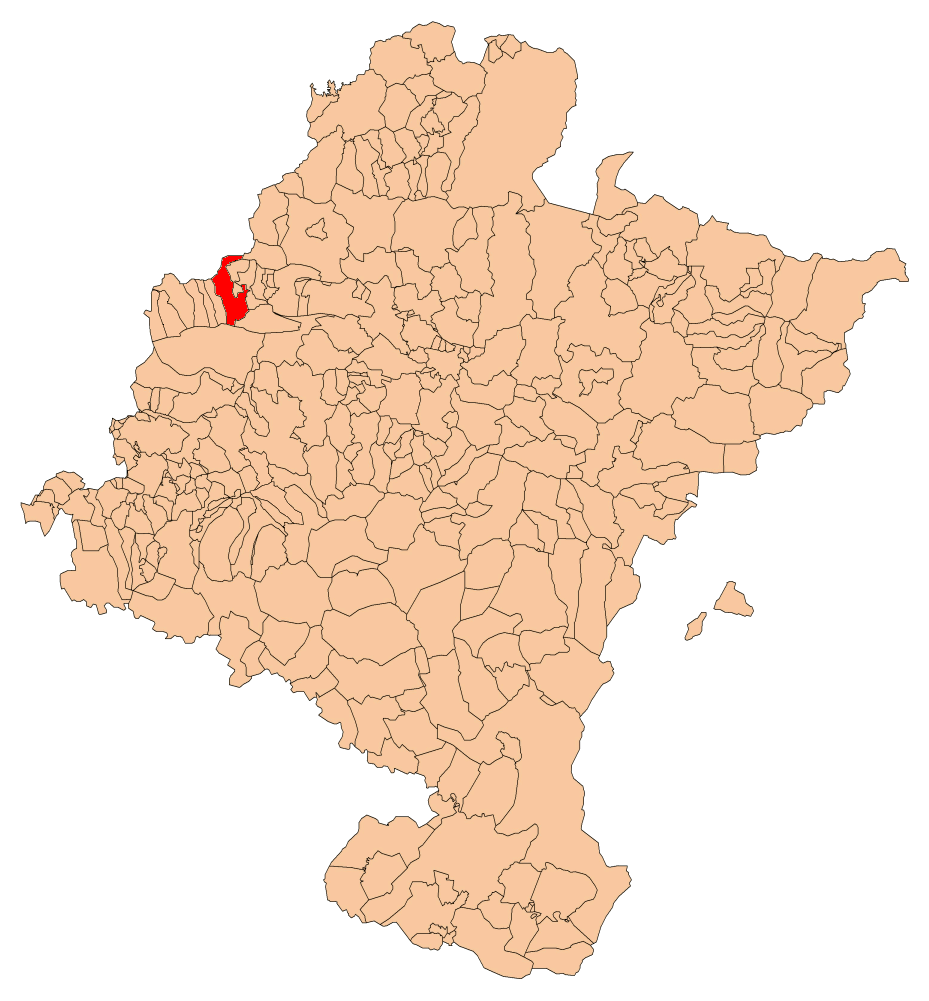
Розташування муніципалітету
Розташування муніципалітету Ечаррі-Аранац